# 沙里 (1924年)
沙里（1924年2月—2020年4月12日），男，原名王思曾，曾用名王小平，浙江乐清人，中华人民共和国政治人物，中国人民政治协商会议全国委员会原副秘书长。

## 生平
1924年2月生于浙江省乐清县。1940年至1944年，在永嘉中学就读，期间曾任学生自治会主席，组建学生剧团，参加抗日话剧演出。1946年入北京大学经济系学习。1947年加入民主青年同盟。1948年加入中国共产党。从事学生运动，曾任北京大学学生自治会理事。1949年参加中国人民政治协商会议第一届全体会议的筹备工作。10月中华人民共和国成立后，历任中共中央统战部副处长、副局长、局长等职。1985年任全国政协副秘书长、机关党组成员、机关党委书记。曾任中日关系史研究会第一届副会长。1995年离休。2020年4月12日在北京逝世。
他是第七届全国政协委员、祖国统一联谊委员会委员。